# 튜턴 기사단 총장

튜턴 기사단 총장의 문장. 빈 칸에는 출신 가문의 문장이 들어간다.

총장(독일어: Hochmeister 호흐마이스터[*], 영어: high master)은 튜턴 기사단의 최고지도자다. 성전기사단이나 구호기사단 총장은 독일어에서 그로스마이스터(독일어: Großmeister, 영어: grand master)라고 하고, 튜턴 기사단 총장만을 호흐마이스터라고 한다. 그러나 라틴어로는 모두 마기스테르 게네랄리스 (라틴어: Magister generalis)로 같다.
초창기 정식 명칭은 "예루살렘의 알레만니 성모구호소장"(라틴어: Magister Hospitalis Sanctae Mariae Alemannorum Hierosolymitani 마기스테르 호스피탈리스 산츠타이 마리아이 알레만노룸 히에로솔리미타니[*])이었다. 1216년 이후로는 "예루살렘의 튜턴인 성모병원장"(라틴어: Magister Hospitalis Domus Sanctae Mariae Teutonicorum Hierosolymitani 마기스테르 호스피탈리스 도무스 산츠타이 마리아이 테우토니코룸 히에로솔리미타니[*])이라고 했다.
1219년 신성 로마 제국 지부 책임자인 독일단장(독일어: Deutschmeister 도이치마이스터[*], 라틴어: Magister Germaniae 마기스테르 게르마니아이[*])이 만들어졌고, 1381년에는 이탈리아 단장도 설치되었다. 1494년 튜턴 기사단 독일단장은 신성 로마 제국의 후작급 제후로 인정받았다. 1525년 총장 알브레히트 폰 브란덴부르크가 루터교로 개종하면서 이탈하자 독일단장 발터 폰 크론베르크가 후임 총장으로 취임하면서 독일단장과 총장을 통합, "총장 겸 독일 단장"(독일어: Hoch- und Deutschmeister 호흐 운트 도이치마이스터[*])이 되었다. 1929년 이후로는 군사집단의 성격을 완전히 버리고 성직자가 총장을 맡는다.
| #                                                                                     | 문장                        | 이름                        | 이름                                         | 임기                        | 비고 |
| 초기 지도자 (1190년–1198년)                                                           | 초기 지도자 (1190년–1198년) | 초기 지도자 (1190년–1198년) | 초기 지도자 (1190년–1198년)                  | 초기 지도자 (1190년–1198년) | 초기 지도자 (1190년–1198년) |
| ------------------------------------------------------------------------------------- | --------------------------- | --------------------------- | -------------------------------------------- | --------------------------- | --- |
| 기사수도회로 정식 출범하기 이전, 레반트 지역의 진료구호소로 존재하던 시절의 지도자들: |                             |                             |                                              |                             | |
| -                                                                                     |                             |                             | 지브란트                                     | 1190년 9월-1191년           | |
| -                                                                                     |                             |                             | 콘라트                                       | 1191년-1192년               | |
| -                                                                                     |                             |                             | 게르하르트                                   | 1192년                      | |
| -                                                                                     |                             |                             | 게르하르트 소수도원장                        | 1193년-1194년               | |
| -                                                                                     |                             |                             | 울리히                                       | 1195년-1196년               | |
| -                                                                                     |                             |                             | 하인리히 병원장                              | 1196년                      | |
| 역대 총장 (1198년–1525년)                                                             |                             |                             |                                              |                             | |
| 1.                                                                                    |                             |                             | 하인리히 발포트 폰 바센하임                  | 1198년-1208년 이전          | |
| 2.                                                                                    |                             |                             | 오토 폰 케르펜                               | 1208년                      | |
| 3.                                                                                    |                             |                             | 하인리히 폰 투나                             | 1208년–1209년               | |
| 4.                                                                                    |                             |                             | 헤르만 폰 잘차                               | 1209년–1239년               | 신성로마황제 프리드리히 2세의 친구이자 자문관. 교황 호노리오 3세에게 튜턴 기사단이 구호기사단 및 성전기사단과 동등한 지위를 갖는다고 공인받음. 리보니아 검우기사단을 흡수. |
| 5.                                                                                    |                             |                             | 콘라트 폰 튀링겐                             | 1239년–1240년               | |
| (6.)                                                                                  |                             |                             | 게르하르트 폰 말베르크                       | 1240년–1244년               | 문서상 총장으로 올라와 있지 않음 |
| (7.)                                                                                  |                             |                             | 하인리히 폰 호헨로헤                         | 1244년–1249년               | 문서상 총장으로 올라와 있지 않음 |
| (8.)                                                                                  |                             |                             | 귄터 폰 뷜러슐레벤                           | 1249년–1252년               | 문서상 총장으로 올라와 있지 않음 |
| 6.                                                                                    |                             |                             | 포포 폰 오스테르나                           | 1252년–1256년               | |
| (6.)                                                                                  |                             |                             | 빌헬름 폰 우렌바흐                           | 1253년-1256년               | 대립총장 |
| 7.                                                                                    |                             |                             | 아노 폰 장거샤우젠                           | 1256년–1273년               | |
| 8.                                                                                    |                             |                             | 하르트만 폰 헬트룽겐                         | 1273년–1282년               | |
| 9.                                                                                    |                             |                             | 부르하르트 폰 슈반덴                         | 1282년–1290년               | |
| 10.                                                                                   |                             |                             | 콘라트 폰 포이히트방겐                       | 1290년–1297년               | 1291년 아크레 함락 이후 본부를 베네치아로 이전 |
| 11.                                                                                   |                             |                             | 고트프리트 폰 호헨로헤                       | 1297년–1303년               | |
| 12.                                                                                   |                             |                             | 지크프리트 폰 포이히트방겐                   | 1303년–1311년               | 1309년 본부를 프로이센으로 이전 |
| 13.                                                                                   |                             |                             | 카를 폰 트리어                               | 1311년–1324년               | |
| 14.                                                                                   |                             |                             | 베르너 폰 오어젤른                           | 1324년–1330년               | |
| 15.                                                                                   |                             |                             | 루터 폰 브라운슈바이크                       | 1331년–1335년               | |
| 16.                                                                                   |                             |                             | 디트리히 폰 알텐부르크                       | 1335년–1341년               | |
| 17.                                                                                   |                             |                             | 루돌프 쾨니히 폰 바트차우                    | 1342년–1345년               | |
| 18.                                                                                   |                             |                             | 하인리히 두제머                              | 1345년–1351년               | |
| 19.                                                                                   |                             |                             | 빈리히 폰 크니프로데                         | 1351년–1382년               | |
| 20.                                                                                   |                             |                             | 콘라트 쵤너 폰 로텐슈타인                    | 1382년–1390년               | |
| 21.                                                                                   |                             |                             | 콘라트 폰 발렌로데                           | 1391년–1393년               | |
| 22.                                                                                   |                             |                             | 콘라트 폰 융깅겐                             | 1393년–1407년               | |
| 23.                                                                                   |                             |                             | 울리히 폰 융깅겐                             | 1407년–1410년               | |
| 24.                                                                                   |                             |                             | 하인리히 데어 엘테레 폰 플라우엔             | 1410년–1413년               | |
| 25.                                                                                   |                             |                             | 미하엘 퀴흐마이스터 폰 슈테른베르크          | 1414년–1422년               | |
| 26.                                                                                   |                             |                             | 파울 폰 루스도르프                           | 1422년–1441년               | |
| 27.                                                                                   |                             |                             | 콘라트 폰 에를리히샤우젠                     | 1441년–1449년               | |
| 28.                                                                                   |                             |                             | 루트비히 폰 에를리히샤우젠                   | 1449년-1467년               | |
| 29.                                                                                   |                             |                             | 하인리히 로이스 폰 플라우엔                  | 1467년–1470년               | |
| 30.                                                                                   |                             |                             | 하인리히 레플레 폰 리히텐베르크              | 1470년–1477년               | |
| 31.                                                                                   |                             |                             | 마르틴 트루흐제스 폰 베츠하우젠              | 1477년–1489년               | |
| 32.                                                                                   |                             |                             | 요한 폰 티펜                                 | 1489년–1497년               | |
| 33.                                                                                   |                             |                             | 프리드리히 폰 작센 공작                      | 1497년–1510년               | |
| 34.                                                                                   |                             |                             | 알브레히트 폰 브란덴부르크안스바흐           | 1510년–1525년               | 루터교로 개종하고 기사단 영지를 세속 공국으로 전환시킴. |
| 역대 총장 겸 독일단장 (1527년–1929년)                                                 |                             |                             |                                              |                             | |
| 35.                                                                                   |                             |                             | 발터 폰 크론베르크                           | 1527년–1543년               | 1526년 독일단장으로 선출. 1527년 카를 5세에게 총장으로 임명. 프랑켄 관구 메르겐타임성으로 본부 이전.                                                                       |
| 36.                                                                                   |                             |                             | 볼프강 슈츠바어                              | 1543년–1566년               | |
| 37.                                                                                   |                             |                             | 게오르크 훈트 폰 베켄하임                    | 1566년–1572년               | |
| 38.                                                                                   |                             |                             | 하인리히 폰 보벤하우젠                       | 1572–1590                   | |
| 39.                                                                                   |                             |                             | 막시밀리안 3세 폰 포어데어외스터라이히 대공  | 1590년–1618년               | |
| 40.                                                                                   |                             |                             | 카를 폰 외스터라이히                         | 1619년–1624년               | 브로츠와프 주교후. |
| 41.                                                                                   |                             |                             | 요한 오이슈타흐 폰 베스터나흐                | 1625년–1627년               | |
| 42.                                                                                   |                             |                             | 요한 카스파어 폰 슈타디온                    | 1627년–1641년               | |
| 43.                                                                                   |                             |                             | 레오폴트 빌헬름 폰 외스터라이히 대공         | 1641년–1662년               | |
| 44.                                                                                   |                             |                             | 카를 요제프 폰 외스터라이히 대공             | 1662년–1664년               | |
| 45.                                                                                   |                             |                             | 요한 카스파어 폰 암프링겐                    | 1664년–1684년               | |
| 46.                                                                                   |                             |                             | 루트비히 안톤 폰 데어 팔츠노이부르크         | 1685년–1694년               | |
| 47.                                                                                   |                             |                             | 프란츠 루트비히 폰 팔츠노이부르크            | 1694년–1732년               | |
| 48.                                                                                   |                             |                             | 클레멘스 아우구스트 1세 폰 바이에른 공작     | 1732년–1761년               | |
| 49.                                                                                   |                             |                             | 카를 알렉산더 폰 로트링겐 공자               | 1761년–1780년               | |
| 50.                                                                                   |                             |                             | 막시밀리안 프란츠 폰 외스터라이히 대공       | 1780년–1801년               | |
| 51.                                                                                   |                             |                             | 카를 폰 외스터라이히테셴 공작                | 1801년–1804년               | |
| 52.                                                                                   |                             |                             | 안톤 픽토어 폰 외스터라이히 대공             | 1804년–1835년               | 튜턴 기사단 총장직이 오스트리아 황족의 세습직이 됨 |
| 53.                                                                                   |                             |                             | 막시밀리안 요제프 폰 외스터라이히에스테 대공 | 1835년–1863년               | |
| 54.                                                                                   |                             |                             | 빌헬름 프란츠 폰 외스터라이히 대공           | 1863년–1894년               | |
| 55.                                                                                   |                             |                             | 오이겐 폰 외스터라이히테셴 대공              | 1894년–1923년               | 황실 세습 종료. 마지막 세속 총장. |
| 56.                                                                                   |                             |                             | 노르베르트 클라인                            | 1923년–1929년               | 브륀 주교 |
| 역대 성직자 총장 (1929년-현재)                                                        |                             |                             |                                              |                             | |
| 56.                                                                                   |                             |                             | 노르베르트 클라인                            | 1929년–1933년               | 브륀 주교 |
| 57.                                                                                   |                             |                             | 파울 하이더                                  | 1933년–1936년               | |
| 58.                                                                                   |                             |                             | 로베르트 셸츠키                              | 1936년–1948년               | |
| 59.                                                                                   |                             |                             | 마리안 투믈러                                | 1948년–1970년               | |
| 60.                                                                                   |                             |                             | 일데폰스 파울러                              | 1970년–1988년               | |
| 61.                                                                                   |                             |                             | 아르놀트 오트마어 빌란트                     | 1988년–2000년               | |
| 62.                                                                                   |                             |                             | 브루노 플라테르                              | 2000년-현재                 | |

## 같이 보기
- 기사단 총장
- 성전기사단 총장

## 참고 자료
- Arnold, Udo (ed.), Die Hochmeister des Deutschen Ordens 1190-1994. Quellen und Studien zur Geschichte des Deutschen Ordens 40 = Veröffentlichungen der Internationalen Historischen Kommission zur Erforschung des Deutschen Ordens 6. Marburg, 1998.
- Borchert Friedrich, "Die Hochmeister des Deutschen Ordens in Preußen." In: Preußische Allgemeine Zeitung, 6 October 2001.
- Christiansen, Erik (1997). The Northern Crusades. London: Penguin Books. 287쪽. ISBN 0-14-026653-4.
- Urban, William, The Teutonic Knights: A Military History. Greenhill Books. London, 2003. ISBN 1-85367-535-0.